# Lenkeransatz

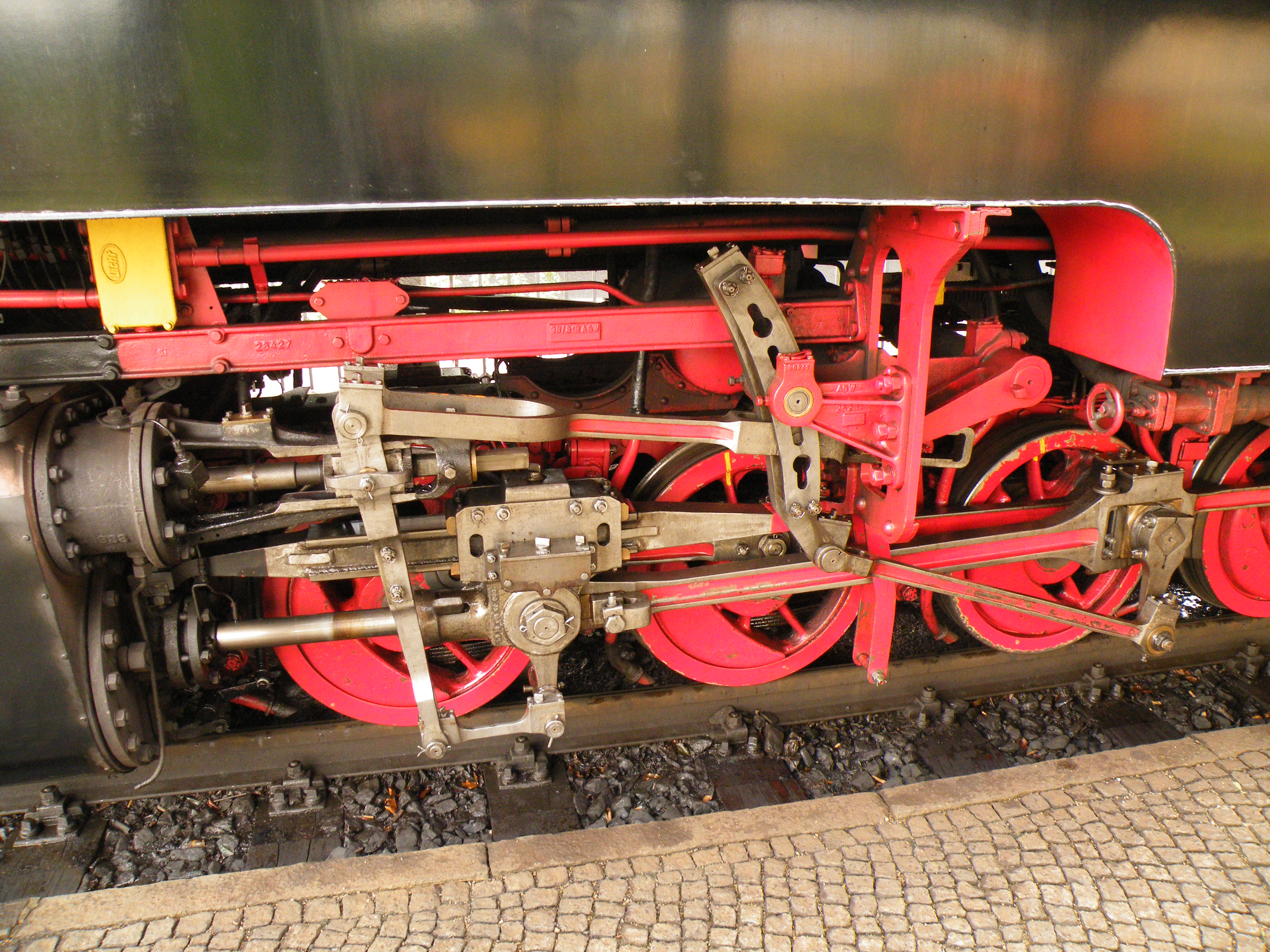
Lenkeransatz am Kreuzkopf der 99 759

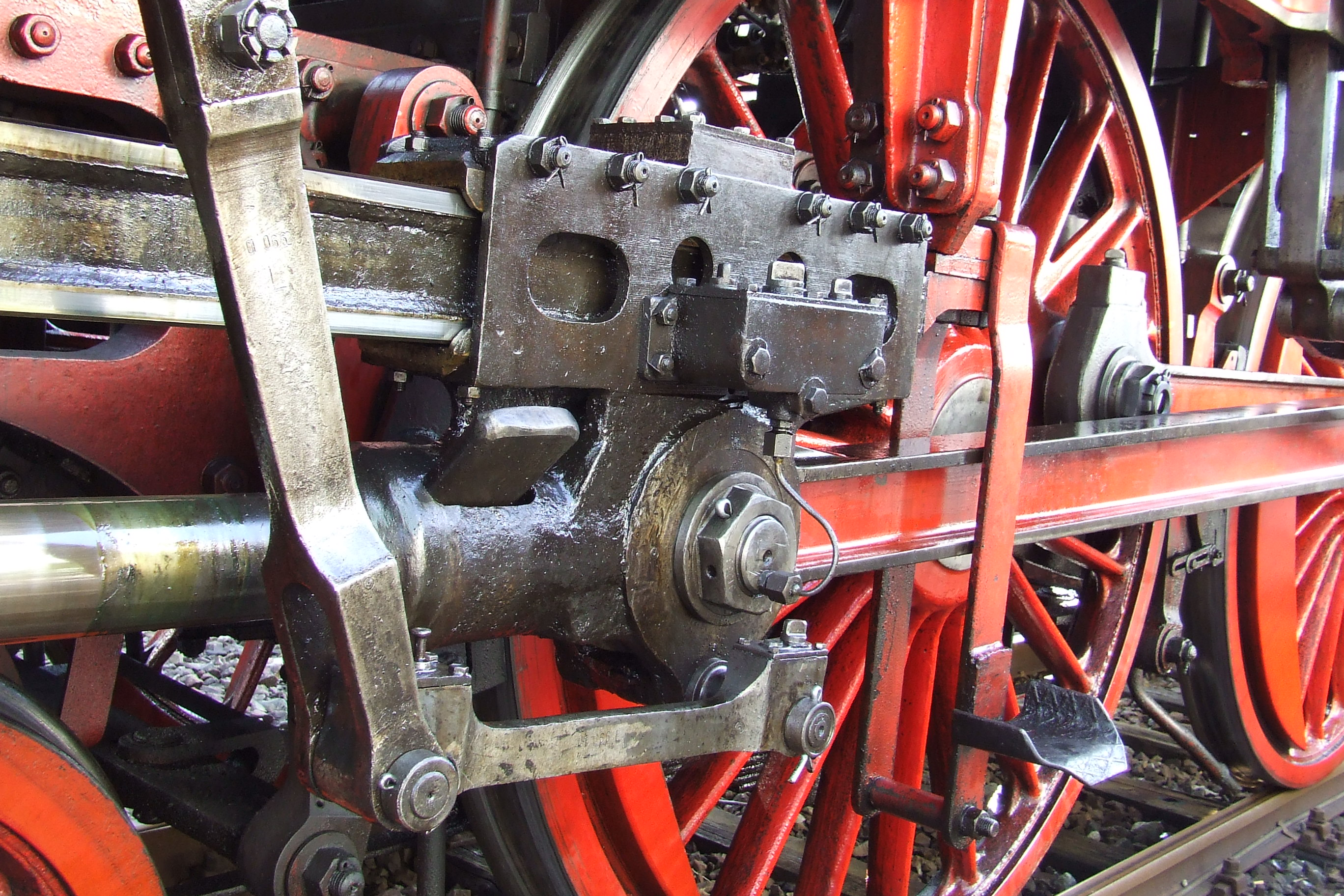
Kreuzkopf der 01 066 ohne Lenkeransatz

Der Lenkeransatz ist ein Teil der äußeren Kulissensteuerung einer Dampflokomotive, von deren Klassifikation die bekannteste als Heusinger-Steuerung ausgeführt worden ist.

## Anwendung und Zweck
Der Lenkeransatz überträgt die Bewegungen des Kreuzkopfes linear auf die Lenkerstange der Heusinger-Steuerung. Bei einigen Dampflokkonstruktionen ist eine direkte Verbindung des Kreuzkopfes auf die Lenkerstange hergestellt worden, so dass hier auf einen separaten Lenkeransatz verzichtet werden konnte. Das bestimmte eindeutig die Geometrie des Laufwerkes und der Steuerung.